# کشمیر نیوزیلند
کشمیر، نیوزیلند (به لاتین: Cashmere, New Zealand) در نیوزیلند است که در ناحیه کانتربوری و در جنوب کرایست چرچ واقع شده‌است.

## خصوصیات
کشمیر ۱۵٫۳ کیلومترمربع مساحت و ۷٬۰۰۰ نفر جمعیت دارد.